# 1870 en science-fiction
| Années de la science-fiction : 1867 - 1868 - 1869 - 1870 - 1871 - 1872 - 1873    |
| Décennies de la science-fiction : 1840 - 1850 - 1860 - 1870 - 1880 - 1890 - 1900 |

L'année 1870 a connu, en matière de science-fiction, les faits suivants :

## Parutions littéraires
- Man's Rights; Or, How Would You Like It? par Annie Denton Cridge[1].
- Autour de la Lune par Jules Verne.